# Saggrenda
Saggrenda er en by i Kongsberg kommune, ca. en mil vest for Kongsberg centrum. I Saggrenda ligger blandt andet Kongens Gruve, som er et stort turistmål.
I Saggrenda ligger det tidligere danske Astmahjemmet, et sanatorium drevet af Dansk Røde Kors for danske børn med astma 1949-1979. Bygningen bruges nu som helsepensionat ("Fredheim") drevet av Adventisterne.
59°37′58″N 9°35′58″Ø / 59.6328°N 9.5994°Ø